# Славянская Слобода
Славянская Слобода — деревня в Граховском районе Удмуртии, входит в Котловское сельское поселение.
Расположена в верховье реки Возжайка в 16 км к северо-востоку от села Грахово и в 100 км к юго-западу от Ижевска.

## Население
| 2010 | 2012 |
| ---- | ---- |
| 0    | →0   |

## История
Как самостоятельный населенный пункт была образована в 2004 году. До 1982 года на этом месте располагалась деревня Возжайка.
До 1929 года деревня Возжайка входила в состав Верхнекокшанского сельсовета Граховской волости Можгинского уезда, в 1929 году проводится районирование и деревня была передана в состав вновь образованного Граховского района. В 1954 году Верхне-Кокшанский сельсовет упразднён и деревня отошла к Новогорскому сельсовету. В 1982 году образован Макаровский сельсовет, в состав которого передана деревня.
Постановлением Госсовета УР от 22 июня 2004 года, вновь возникшему населённому пункту в составе Макаровского сельсовета было присвоено наименование деревня Славянская слобода. А Постановлением от 26 октября 2004 года название деревни было изменено на Славянская Слобода. В тот же день ещё одним Постановлением Макаровский сельсовет был упразднён и деревня передана в состав Котловского сельсовета, вместо которого спустя ещё два месяца было образовано сельское поселение Котловское.